# Sulzberger-Schelfeis
Das Sulzberger-Schelfeis ist ein rund 140 km langes Schelfeis und etwa 80 km breites Schelfeis an der Saunders-Küste des westantarktischen Marie-Byrd-Lands. Es liegt zwischen der Edward-VII-Halbinsel und der der Guest-Halbinsel. Eingebettet im Sulzberger-Schelfeis liegen die zehn Inseln des Marshall-Archipels.
Teilnehmer der ersten Antarktisexpedition (1928–1930) des US-amerikanischen Polarforschers Richard Evelyn Byrd entdeckten es und nahmen eine grobe Kartierung vor. Byrd benannte die durch beide Halbinseln begrenzte Bucht, die durch das Schelfeis ausgefüllt wird, nach dem Zeitungsherausgeber Arthur Hays Sulzberger (1891–1968) als Sulzberger Bay. Das Advisory Committee on Antarctic Names dehnte 1966 die Benennung auf das Schelfeis aus.